# Lakeland Ridges
Lakeland Ridges est un village du Nouveau-Brunswick, situé dans le territoire de la commission de services régionaux de la Vallée-de-l'Ouest. La municipalité a été constituée le 1er janvier 2023, par la fusion des villages de Canterbury et Meductic, l'annexion des districts de services locaux (DSL) de Benton, de la paroisse de Canterbury et de la paroisse de North Lake, ainsi que l'annexion de parties des DSL de Debec et de la paroisse de Woodstock.